# Radula yanoella
Radula yanoella là một loài rêu trong họ Radulaceae. Loài này được R.M. Schust. mô tả khoa học đầu tiên năm 1984.